# Jan Köppl
Jan Köppl (14. března 1861 Praha – 1915?) byl český akademický malíř, jeden z prvních žáků Julia Mařáka.

## Život
Narodil se v Praze na Malé Straně v rodině Jana Köppla (1824–1889), kočího ve službách knížecí rodiny Fürstenbergů, a jeho manželky Františky, rozené Kisilkové (* 1826). Jeho starší sourozenci, sestra a bratr, se narodili v Chlumci nad Cidlinou v letech 1853 a 1857.
Jan Köppl začal na pražské malířské Akademii studovat až ve svých 25 letech a první školní rok 1886/87 strávil u Antonína Lhoty v tzv. „antickém oddělení“. V dalších letech 1887/88 až 1891/92 pokračoval ve studiu v krajinářském ateliéru Julia Mařáka, kde ukončil studium v roce 1892. Společně s Václavem Březinou, Raimundem Wolfem a Bohumilem Podhrázským patřil mezi první sled žáků Julia Mařáka. Ľudovít Csordák ve svých vzpomínkách jej společně s Raimundem Wolfem řadí mezi německé žáky v krajinářské speciálce Julia Mařáka. Při signaturách ale používal českou podobu svého křestního jména „Jan“. V majetku Národní galerie v Praze je fotografie žáků Mařákovy krajinářské školy z roku 1890, na které je zachycen i Jan Köppl.
František Xaver Harlas jej v roce 1902 uvádí jako člena Umělecké besedy. Ve stejném roce je uveden mezi gratulanty k devadesátinám Antonína Lhoty.
Dle štítku na zadní straně obrazu bydlel Jan Köppl v roce 1893 na Královských Vinohradech u Prahy v ulici Šafaříkova 15. Rok úmrtí 1915 není ověřen, uvádí jej, spolu s chybným rokem narození, na svých internetových stránkách galerie Marold.

## Výstavy a dílo
Na základě několika známých obrazů a dobové kritiky lze soudit, že Jan Köppl patřil mezi talentované žáky Julia Mařáka. Na výročních výstavách Krasoumné jednoty vystavoval od roku 1889, postupně například obrazy Žížnivec (koňský motiv), Labská krajina (studie), V ohradě a V polích. Na Jubilejní zemské výstavě v Praze v roce 1891 se prezentoval obrazy Na pastvě a Před zápřežím. Karel Matěj Čapek-Chod ve Světozoru (8. ledna 1892) shledává, že „pro lesní nitro má značnou míru porozumění“ a rovněž je „viděti nadání pro malbu zvířecí stafáže“. Vystavoval s Uměleckou besedou na vánočních výstavách od roku 1893, např. v roce 1896 obrazy V hřebčinci a V létě. Ve Světozoru z 8. září 1899 byl reprodukován jeho obraz Orání s příznivou kritikou.
Antonín Slavíček v roce 1893 napsal Františku Kavánovi: „Köppl pak koně a podobné šelmy jako už dříve činil, činí.“ František Kaván ve svých vzpomínkách Köppla zmiňuje jako „koňskou sílu“.
Dalším významným inspiračním zdrojem tvorby Jana Köppla byly říční krajinné záznamy s porostlými břehy a vzrostlým stromovím z oblasti Polabí. Reprezentativním dílem raného období je především obraz Tůně starého Labe u Byšiček z roku 1893. Mezi kvalitní díla, která nezapřou Mařákovu školu, patří i obrazy Na břehu, Kamenitý břeh a Krajina s rákosím. Směřování dalšího vývoje naznačuje obraz Krajina s ledňáčkem, který je již malován uvolněným štětcovým rukopisem.

## Galerie

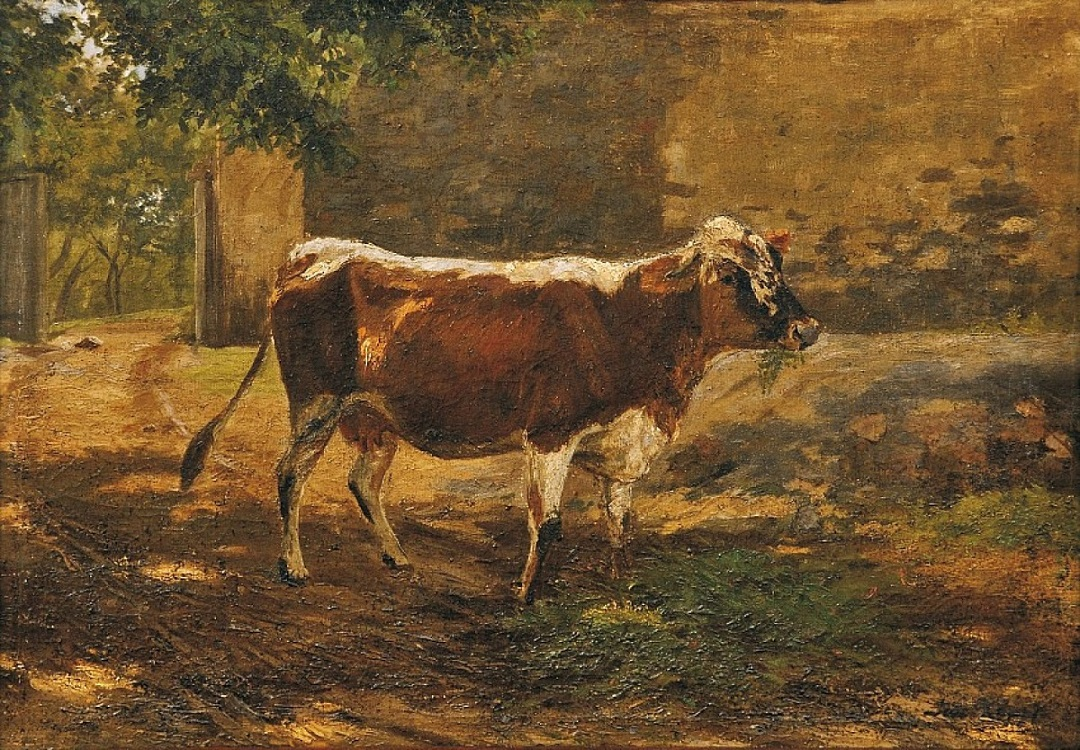
Kráva na pastvě (asi 1890)
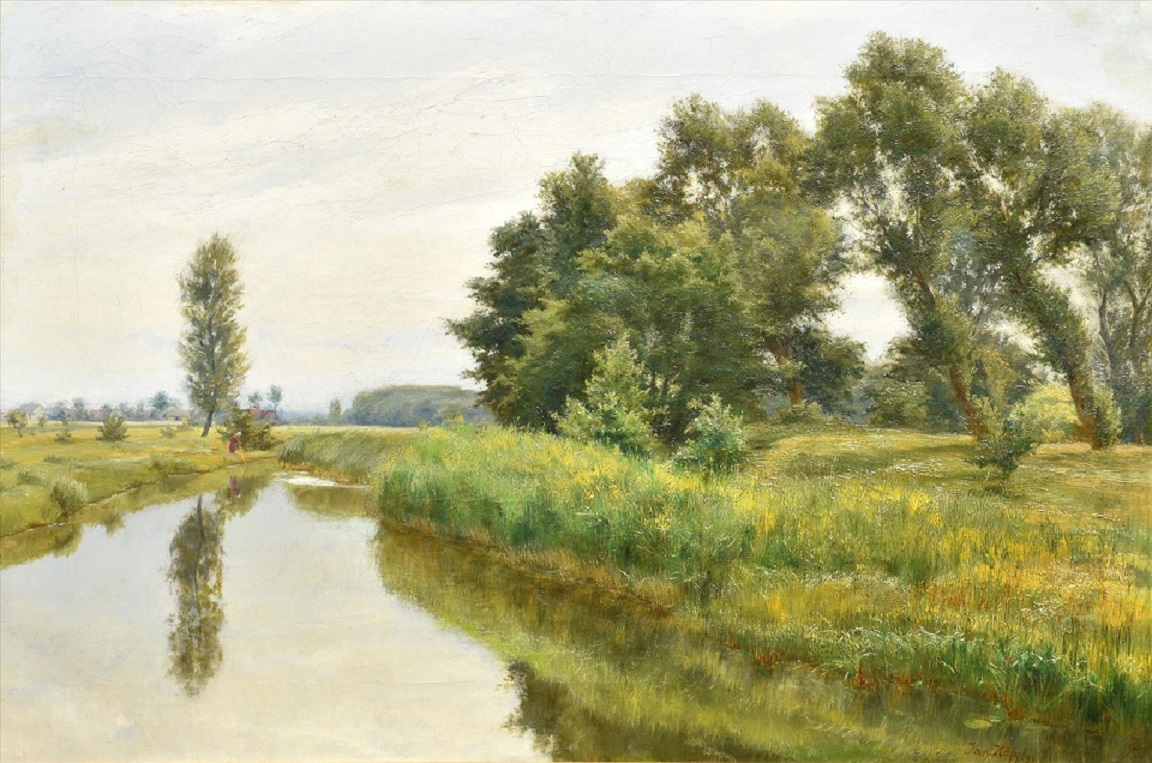
Tůně starého Labe u Byšiček (1893)
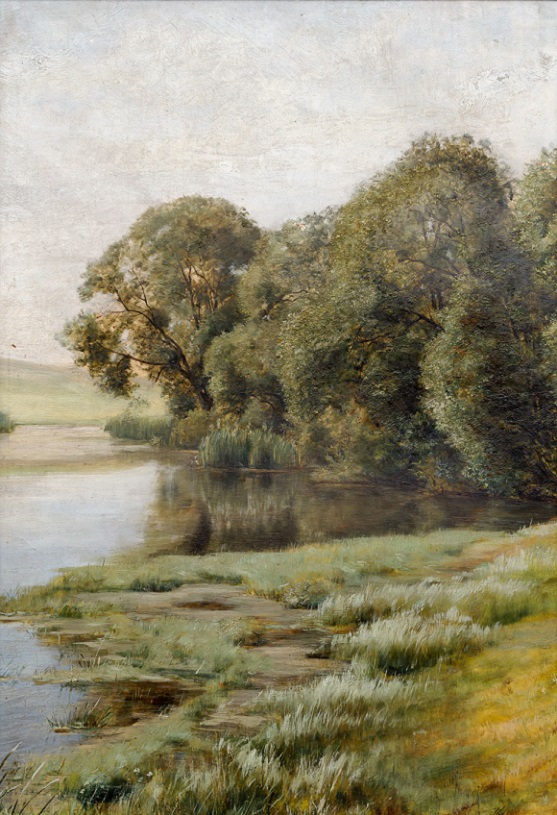
Na břehu
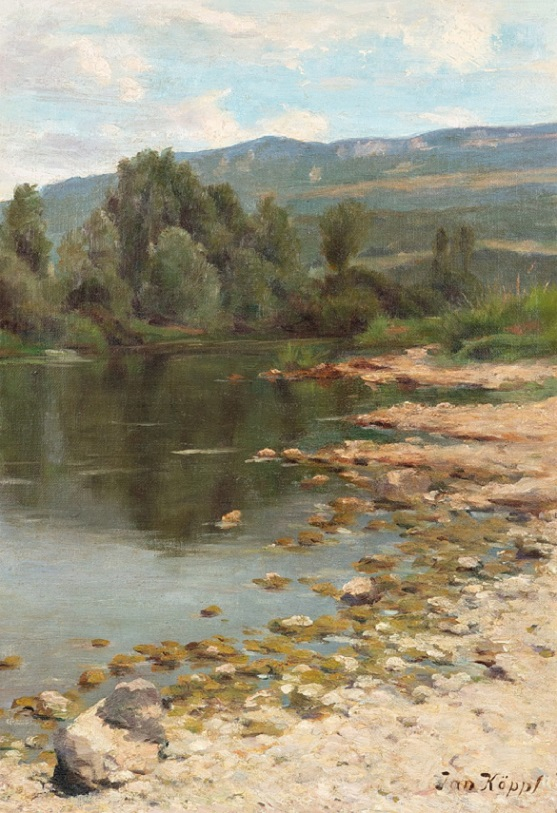
Kamenitý břeh
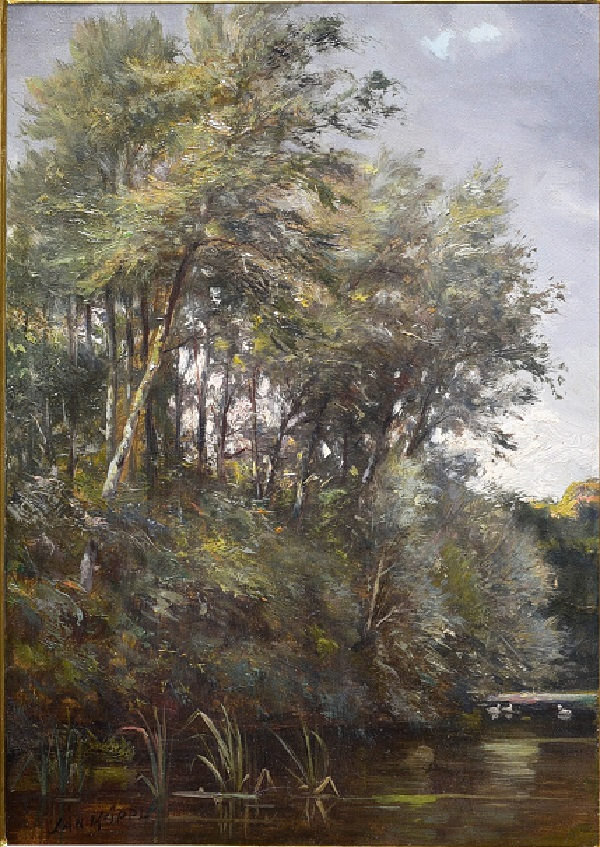
Krajina s rákosím
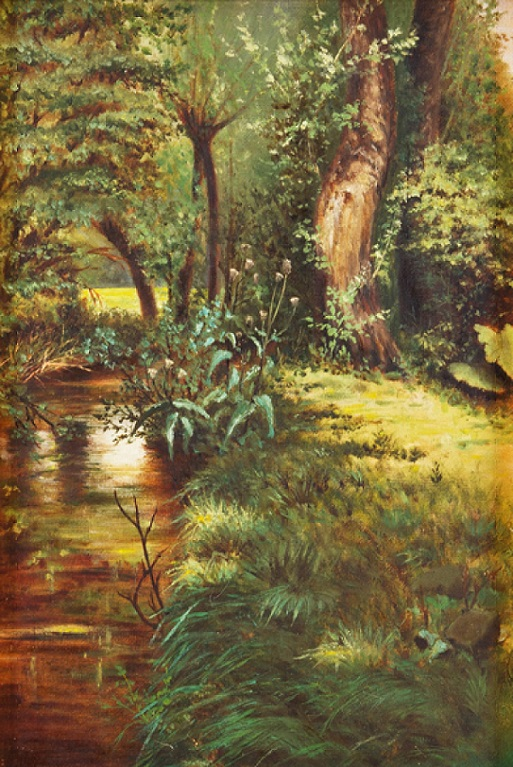
Říčka v lese
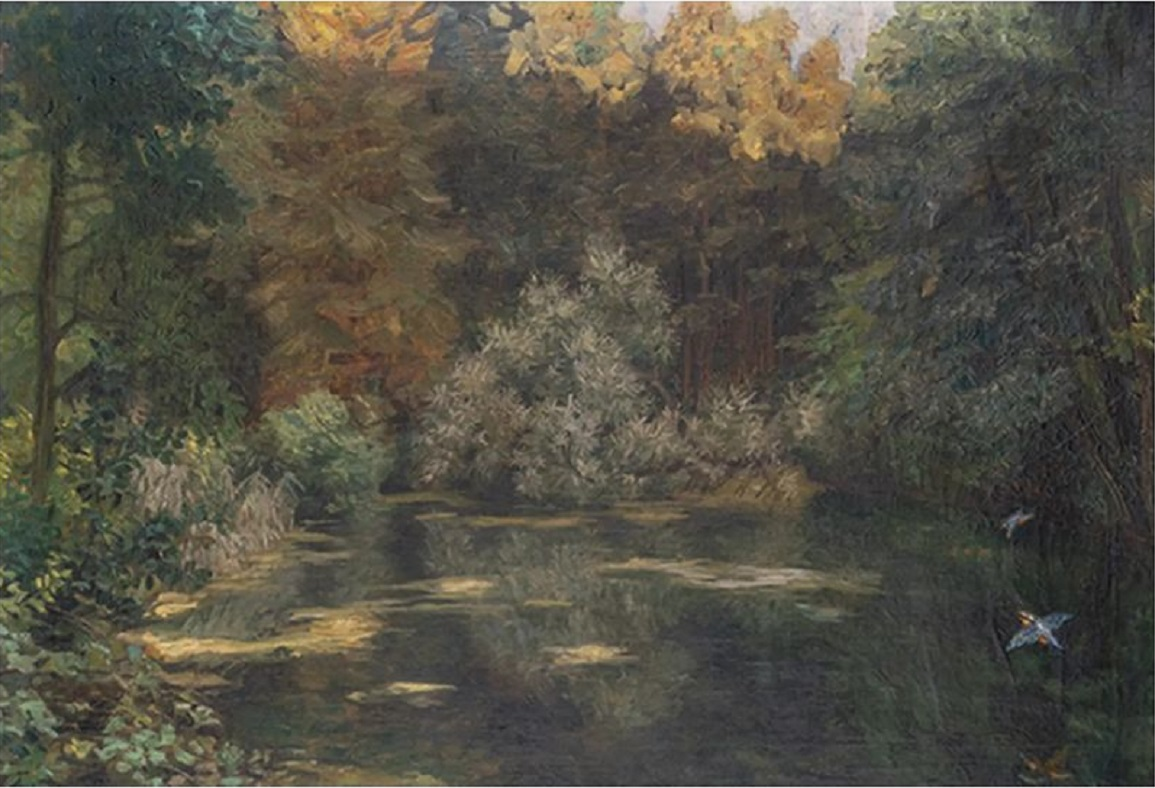
Krajina s ledňáčkem
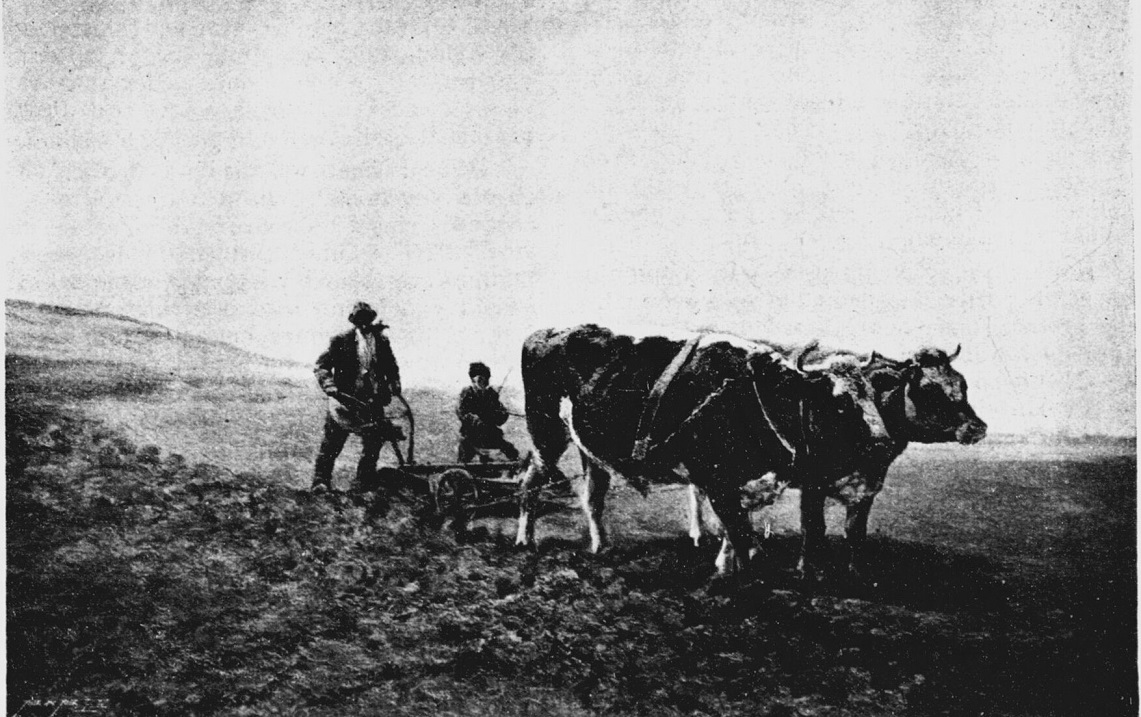
Orání (asi 1898/99)